# Stowarzyszenie zawodowych graczy Lacrosse
PLPA (ang.Professional Lacrosse Players’ Association) (wcześniej Major Indoor Lacrosse League Players’ Association lub MILLPA) to związek zawodowy zawodników National Lacrosse League. Została ona założona w sierpniu 1991 roku przez Dave Succamore (wtedy zawodnik Detroit Turbos, Petera Schmitza (wtedy zawodnik Boston Blazers) oraz przez czterech innych graczy z pomocą Rona Jarosa. Obecnie prezydentem PLPA jest Peter Schmitz. Siedziba stowarzyszenia znajduje się w mieście Ajax w Kanadzie.